# Динів (гміна)
Гміна Динів (пол. Gmina Dynów) — сільська гміна у східній Польщі. Належить до Ряшівського повіту Підкарпатського воєводства.
Станом на 31 грудня 2011 у гміні проживало 7105 осіб.

## Територія
Згідно з даними за 2007 рік площа гміни становила 118.80 км², у тому числі:
- орні землі: 64.00%
- ліси: 29.00%

Таким чином, площа гміни становить 9.75% площі повіту.

## Населені пункти
| Назва                | Населення |
| -------------------- | --------- |
| Бахір                | 1224      |
| Дамбрувка Стаженьска | 445       |
| Дилянґова            | 649       |
| Гарта                | 2156      |
| Лісківка             | 453       |
| Лубно                | 1266      |
| Павлокома            | 527       |
| Уляниця              | 409       |
| Виреби               | 211       |

## Населення
Станом на 31 грудня 2011:
| Опис     | Загалом | Загалом | Чоловіки | Чоловіки | Жінки | Жінки |
| -------- | ------- | ------- | -------- | -------- | ----- | ----- |
| одиниця  | осіб    | %       | осіб     | %        | осіб  | %     |
| все      | 7105    | 100     | 3576     | 50.33    | 3529  | 49.67 |
| міське   | 0       | 100     | 0        |          | 0     |       |
| сільське | 7105    | 100     | 3576     | 50.33    | 3529  | 49.67 |

## Релігія
До виселення українців у 1945 році в СРСР та депортації в 1947 році в рамках акції Вісла у селах гміни були греко-католицькі церкви парафій Динівського деканату:
- парафія Бахір: Бахір, Гарта, Динів, Динівське передмістя, Лісківка,  Уляниця
- парафія Лубна
- парафія Павлокома: Павлокома, Бартківка, Сільниця

## Сусідні гміни
Гміна Динів межує з такими гмінами: Бірча, Блажова, Гижне, Динів, Дубецько, Нозджець, Яворник-Польський.